# Плечко, Ростислав Борисович
Ростислав Борисович Плечко (род. 5 января 1989, Ленинград, СССР) — российский предприниматель и боксёр-профессионал, выступавший в тяжёлой весовой категории.
Среди профессионалов чемпион Азии по версии WBA (2017—2018) и чемпион России по версии ФПБР (2017—2019) в тяжёлом весе.
Основатель и генеральный директор группы компаний «Плечко Групп», в состав которой входят «Плечко Групп Девелопмент», межрегиональная общественная организация «РОСТ», продюсерский центр Михалева и другие направления бизнеса.

## Биография
Родился в Санкт-Петербурге в семье инженеров. При рождении у Ростислава была обнаружена тяжелая травма тазобедренного сустава. Несмотря на рекомендации врачей о срочном оперативном вмешательстве, родители приняли решение самостоятельно выходить сына, и им удалось поставить ребёнка на ноги. Когда Ростиславу исполнилось 6 лет, он уже мог самостоятельно ходить, без особых ограничений.
Выполнил норматив кандидата в мастера спорта по гребле на байдарке, став чемпионом Санкт-Петербурга и пробившись в финал чемпионата России.
В 14 лет Ростислав закончил с занятиями греблей, и спустя 2 года, поступив в СПбПУ, начал тренировки по боксу в университетской секции.

### Спортивная карьера
На любительском ринге Плечко провёл несколько десятков поединков и в 2015 году стал чемпионом Санкт-Петербурга в категории свыше 91 кг.
Профессиональный дебют состоялся 27 февраля 2016 года, в Санкт-Петербурге. Его соперником стал российский джорнимен Седрак Агагулян, который был нокаутирован в самом начале поединка. После этого, до конца года, Плечко провел ещё 8 поединков, в каждом из которых добыл убедительную победу нокаутом.

#### Бой с Евгением Орловым
12 ноября 2016 года Плечко провёл поединок со своим соотечественником Евгением Орловым. Взвешивание перед боем показало 40 килограмм преимущества Орлова. Уже во второй половине 1-го раунда Плечко отправил соперника в нокдаун ударами по корпусу, а к концу первого раунда, все теми же ударами по корпусу отправил Орлова в нокаут.

#### Бой с Бернардом Ади
25 марта 2017 года, в Санкт-Петербурге, Ростислав Плечко провёл поединок с кенийским боксером Бернардом Ади. Уже первый результативный удар отправил кенийского спортсмена в глубокий нокаут.

#### Бой с Владимиром Гончаровым
10 июня 2017 года состоялся бой за вакантный титул чемпиона России в тяжёлом весе. Поединок прошел в Академии бокса Флойда Мэйвезера в Москве против соотечественника Владимира Гончарова, которого Плечко нокаутировал в первом раунде.

#### Бой с Ибрагимом Лабараном
26 августа 2017 года Ростислав должен был провести поединок с опытным бразильским боксёром Лауделину Жозе Баррусом (39-3, 31KO), однако, последний не смог пройти медосмотр перед поединком, и Плечко был вынужден искать нового соперника. На замену бразильцу вышел ганский боксёр Ибрагим Лабаран (14-4, 12KO), поединок с которым состоялся 7 сентября в Саратове. Бой закончился быстрой победой российского боксёра нокаутом, и принёс ему титул чемпиона по версии WBA Asia в тяжёлом весе.

### Образование
В 2010 году прошёл обучение в Международном банковском институте по курсу «Специалист по международному дилингу».
В 2011 году окончил Санкт-Петербургский государственный политехнический университет (кафедра предпринимательства и коммерции, по специальности «маркетинг»).
В 2012 году окончил Северо-Западную академию государственной службы по специальности «Государственное и муниципального управление».

## Предпринимательская деятельность
Плечко начал свою предпринимательскую деятельность в 2009 году, когда в Санкт-Петербурге открыл боксёрский клуб «АЛМАЗ» (с 2013 года — «ДжонниДи»), которым он владел до 2014 года.
С 2015 по 2019 год являлся учредителем компании по маркетинговым исследованиям «АнсверМи». В 2015 году основал автомобильный кинотеатр «Кинопаркинг».
В 2016 году Плечко основал межрегиональную общественную организацию «РОСТ», которая поддерживает различные спортивные инициативы. До 2019 года «РОСТ» выступала организатором международного спортивного форума «Sports Leaders Global Forum». Плечко также был генеральным спонсором благотворительного проекта «Мы Можем».
В 2017 году учредил ООО «Продюсерский центр Михалева», который занимается продюсированием культурных и медийных проектов.
В 2020 году выпустил книгу «Искусство побеждать нокаутом», посвящённую своему тренеру Александру Зимину. В этом же году Плечко стал собственником строительной компании АО «НЕФ», специализирующейся на строительных и электромонтажных работах.
В 2022 году основал группу компаний «Плечко Групп», которая  объединяет такие направления бизнеса как девелопмент, промышленное и жилое строительство, медиаменеджмент и кинопроизводство, а также общественную деятельность. Компания развивает импакт-бизнес, в котором решение социальных задач по важности столь же значимо, как получение прибыли. «Плечко групп» инвестирует деньги, экспертизу и ресурсы в создание среды для раскрытия талантов.
Девелоперское направление ГК «Плечко Групп» реализует проект жилого комплекса бизнес-класса «Северная Лисица» в поселке Лисий Нос, Приморский район Санкт-Петербурга. Проект финансируется в рамках соглашения со «Сбербанком» на сумму 372 млн рублей и включает строительство 18 таунхаусов.
Также «Плечко Групп» развивает территории в Москве и Московской области под жилые и промышленные проекты.

## Таблица профессиональных поединков
В таблице перечислены результаты всех поединков боксёров.
В каждой строке указан результат поединка. Дополнительно номер поединка обозначен цветом, который обозначает итог поединка. Расшифровка обозначений и цветов представлена в нижеследующей таблице.
| Пример | Расшифровка                     |
| ------ | ------------------------------- |
|        | Победа                          |
|        | Ничья                           |
|        | Поражение                       |
|        | Планируемый поединок            |
|        | Поединок признан несостоявшимся |
| КО     | Нокаут                          |
| ТКО    | Технический нокаут              |
| PTS    | Решение судей (по очкам)        |
| UD     | Единогласное решение судей      |
| MD     | Решение большинства судей       |
| SD     | Раздельное решение судей        |
| RTD    | Отказ от продолжения боя        |
| DQ     | Дисквалификация                 |
| NC     | Поединок признан несостоявшимся |

| Бой | Рекорд   | Дата            | Соперник                          | Место боя               | Раунд            | Дополнительно                                                        |
| --- | -------- | --------------- | --------------------------------- | ----------------------- | ---------------- | -------------------------------------------------------------------- |
| 13  | 13(13)-0 | 25 августа 2018 | Иринеу Беато Коста-младший (19-7) | Пластуновская, Россия   | TKO 1 (10), 1:07 |                                                                      |
| 12  | 12(12)-0 | 7 сентября 2017 | Ибрагим Лабаран (14-4)            | Саратов, Россия         | KO 1 (10), 0:25  | Завоевал вакантный титул чемпиона по версии WBA Asia в тяжёлом весе. |
| 11  | 11(11)-0 | 10 июня 2017    | Владимир Гончаров (5-6)           | Москва, Россия          | TKO 1 (10), 1:35 | Завоевал вакантный титул чемпиона России в тяжёлом весе.             |
| 10  | 10(10)-0 | 25 марта 2017   | Бернард Ади (14-4)                | Санкт-Петербург, Россия | KO 1 (10), 0:06  |                                                                      |
| 9   | 9(9)-0   | 12 ноября 2016  | Евгений Орлов (16-13-1)           | Монпелье, Франция       | ТKO 1 (8), 0:57  |                                                                      |
| 8   | 8(8)-0   | 21 октября 2016 | Давид Гегешидзе (19-16-1)         | Таллин, Эстония         | ТKO 1 (10), 2:35 |                                                                      |
| 7   | 7(7)-0   | 26 августа 2016 | Валерий Семишкур (18-29-1)        | Москва, Россия          | ТKO 1 (10), 2:31 |                                                                      |
| 6   | 6(6)-0   | 31 июля 2016    | Шандор Балог (7-8)                | Рига, Латвия            | ТKO 1 (6), 1:04  |                                                                      |
| 5   | 5(5)-0   | 24 июня 2016    | Николас Бууле (4-1)               | Подольск, Россия        | KO 1 (6), 0:37   |                                                                      |
| 4   | 4(4)-0   | 22 апреля 2016  | Остап Басин (2-5)                 | Тампере, Финляндия      | KO 1 (4), 0:57   |                                                                      |
| 3   | 3(3)-0   | 10 апреля 2016  | Нурулло Мирзаев (10-1-1)          | Санкт-Петербург, Россия | RTD 1 (8), 3:00  |                                                                      |
| 2   | 2(2)-0   | 1 апреля 2016   | Олег Лопаев (12-15-1)             | Оулу, Финляндия         | ТKO 1 (4), 0:29  |                                                                      |
| 1   | 1(1)-0   | 27 февраля 2016 | Седрак Агагулян (1-30-1)          | Санкт-Петербург, Россия | RTD 1 (4), 3:00  | Профессиональный дебют.                                              |
| Бой | Рекорд   | Дата            | Соперник                          | Место боя               | Раунд            | Дополнительно                                                        |